# 神to戦国生徒会
『神to戦国生徒会』（かみとせんごくせいとかい）は、『週刊少年マガジン』2004年51号から2006年42号まで連載した学園漫画である。原作はあかほりさとる、作画は高田亮介が担当。北欧神話をモチーフにしている。2006年11月22日にドラマCD化された。

## ストーリー
学園一の美少女である神楽魔魅に「私のこと、飼ってもいいよ…」と告げられたときから、新入生である葛城武蔵の学園生活は大きく変化する。謎だらけの学園で次々起きる出来事に武蔵達と十人委員会の皆が立ち向かっていく。

## 登場人物
※息吹（ブレス）を操る人物の名前の下には属性、その下に、ドラマCD版のキャストを表記。

### 御神木高校
主人公達が通う高校。ハワイ分校もある。

#### 生徒会および十人委員会
御神木高校の最高意思決定機関。全員が獣化能力者（アニマルフォーゼオン）で構成されている。
葛城 武蔵 （かつらぎ むさし） ［No.J 生徒会長代理→No.K 生徒会長］
息吹の属性 - 炎・時の息吹（クロノ・ブレス）
ドラマCD版声優 - 福山潤
本作の主人公。御神木高校1年3組。身長169cm。天秤座・O型。狼の獣化能力者。鎖の契約（チェイン）パートナーは神楽魔魅とフェンリル（銀狼武蔵）。高校入学前の海難事故（実際には使者の仕業）で両親を失い、1ヵ月遅れて入学した。登校初日に、ふとしたことから旧校舎の「扉」を開けたことで獣化（アニマルフォーゼ）の力を手に入れ、十人委員会による鑑査を経て生徒会長代理に就任した。須佐からの砂時計の試練を経て、本来のフェンリルとの人格の分離に成功、パワーアップも果たしている。実はこちら側の人間ではなく、シン世界の人間。本当の父親は“L”（ロキ）と呼ばれている。戦いの後は、武蔵を陥れた神楽トオルの失脚により、生徒会長に就任した。そのため、生徒会長代理であるNo.Jは欠番となった。
フェンリル
息吹の属性 - 炎・時の息吹
武蔵の本来の人格。武蔵が魔魅とチェインを結んでからは魔魅のキスが引き金となって出現していた（魔魅以外の女性の肌に触れると元に戻る）が、砂時計での戦いにおいて黒髪武蔵と分離、幼児化する。精神年齢までも幼児化しており、口が悪い。現在黒髪武蔵とのチェイン・パートナーである。神楽トオル（世界樹の意志）との最終決戦で一度は武蔵と融合するが、戦いの後は分裂している。ドラマCD版には未登場。
神楽 魔魅 （かぐら まみ） ［No.Q 生徒会副会長］
息吹の属性 - ?
ドラマCD版声優 - 植田佳奈
御神木高校2年5組。身長164cm。蠍座・?型。蒼い薔薇の獣化能力者。チェイン・パートナーは葛城武蔵。学園一の美少女でEカップの巨乳。生徒会副会長らしく凛としたたたずまいを備えているが、武蔵には忠実で銀髪化した時には胸を揉まれたり尻を触られたりなどして色々とやられるなど、エロ担当でもある。また、照れたり驚いたりすると口が「×マーク」になる。平安時代から続く名家「神楽家」の令嬢。神楽トオルは彼女の実の兄。料理が非常に下手で、餃子の中にハバネロや納豆、焼きそば、チョコレート、キムチ、生クリームなどを入れたりする。ヒモパンを着用する事がある。神楽家の次期当主でもある。
木田 流 （きだ ながれ） ［No.I 書記局長］
息吹の属性 - 水
ドラマCD版声優 - 三木眞一郎
御神木高校1年3組。身長182cm。双子座・AB型。水龍の獣化能力者。天田秀光とは幼馴染で、チェイン・パートナーでもある。武蔵と茜とは中学からの付き合いだが、最初は自分が十人委員会の一員であることを隠していた。魔魅の母方の従弟。女たらしで有名だが、本命は秀光（明言していない）。実家は動物病院の「木田わんにゃんクリニック」。港という小学生の弟（妹?）がいる（名前のみ登場）。
瀬乃尾 隆聖 （せのお りゅうせい） ［No.II 風紀委員長］
息吹の属性 - ?
御神木高校3年3組。身長170cm。蟹座・AB型。スカンクの獣化能力者。鎖の契約は誰とも結んでいない。かなりのナルシストで、美しいものを愛する。秀光が入院中、十人委員会委員長代理を務めた。鬼嶋ほどではないが、頭が悪い（英語のテストをフランス語で回答した）。弱虫のため戦闘に参加したことが無かったが、最近やっと勇気を振り絞り、神玉（ストーン）が五天星（ペンタグラムナイツ）の手に渡るのを防ぐため、単身彼らに闘いを挑む。ラグナレク発動後は他のメンバーを応援していたが、自身も応援しながら（無意識のうちに）使者をK.Oした。ドラマCD版には未登場。
椋鳥 かおる （むくどり かおる） ［No.III 生徒会会計監査］
息吹の属性 - 風
ドラマCD版声優 - 宮田幸季
御神木高校1年1組。身長156cm（靴着用時）。乙女座・B型。苗字と同じ椋鳥の獣化能力者で、チェイン・パートナーは八木未。武蔵、茜とは幼稚園以来の幼馴染で、いつも武蔵に守ってもらっていた。その武蔵と同様に「扉」を開けたことにより獣化能力者となった。その際自分に危害を加えた不良7人を病院送りにし、自分を裏切ったとして武蔵に襲い掛かるも、狼の息吹（ブレス）が発動した武蔵の前にあえなく敗北。その後は和解し、共に行動している。詩を作るのが上手。裏切りが発覚し辞任した湯川篤馬（後述を参考）に替わって、十人委員会の正式メンバーになった。未からは、「かおるっち」または「おかまヤキトリ」などと呼ばれる。最近の闘いで竜巻をいくつも作り出し、それを重ねることでより強力な一撃を繰り出せるようになった。なお、「扉」を開ける前までは武蔵のことを「武蔵ちゃん」、獣化能力者になった後は呼び捨てにしている。
八木 未 （やぎ ひつじ） ［No.IV 文化会女子執行委員］
息吹の属性 - 土
御神木高校2年2組。身長143cm。牡羊座・B型。名前の通り羊の獣化能力者で、チェイン・パートナーは椋鳥かおる。父親は既に故人で、7歳の時心臓の病気で入退院を繰り返していた。大柳闘子とは昔から仲良し。小さい体に似合わず力持ちで、手先が器用。お菓子が大好き。羊のぬいぐるみのメリ太郎を大事にしている。武器は大斧を愛用している。1年後輩のかおるから、「未ちゃん」または「エロヒツジ」などと呼ばれる。須佐の特訓（大勢のメリ太郎を炎から救出するための毛狩り）でパワーアップし、力を貯める事で強力な一撃を放てるようになっている。
本人は小さな身体にコンプレックスを抱いているらしく、密かに努力している。ドラマCD版には未登場。
大柳 闘子 （おおやぎ とうこ） ［No.V 体育会女子執行委員］
息吹の属性 - 闇
御神木高校2年2組。身長169cm。魚座・O型。黒豹の獣化能力者。チェインパートナーは堀江那樹。父親は格闘家らしく、本人もその影響を受けているらしい。バレー部、バスケ部、テニス部、ソフトボール部を掛け持ちしていて、どの部でもエース。別名「鋼の運動神経を持つ女」。パートナーである那樹とは、幼稚園以来ずっと犬猿の仲。原因は男の取り合い。須佐の特訓でパワーアップし、気配を完全に消せるようになる（ただし服の音は消せないため、裸になる必要がある）。ドラマCD版には未登場。
鬼嶋 洋介 （おにじま ようすけ） ［No.VI 体育会男子執行委員］
息吹の属性 - 土
ドラマCD版声優 - 若本規夫
御神木高校3年3組。身長190cm。獅子座・O型。。サーベルタイガーの獣化能力者。チェイン・パートナーは堀江真静。「たった一人で暴走族を潰した」、「素手でツキノワグマを倒した」などの噂があるが、鑑査のとき武蔵に一発で倒された。そればかりか、非常に頭が悪い（［げし］の書きを、［夏至］ではなく［下死］と書いた）。作中ではろくな見せ場もなく、ほとんどギャグ要員の扱いをされている。ただ、走ってバスに追いつくなど体力だけは人一倍ある様子。また、真静によると十人委員会の中では一番弱いがかなり頑丈らしい。鎖の契約の都合上、一方的に防御の側に回り、ダメージを一身に受けている。未から「おにっち」と呼ばれている。
堀江 真静 （ほりえ ましず） ［No.VII 図書委員長］
息吹の属性 - 水
御神木高校2年2組。身長158cm。山羊座・B型。人魚（セイレーン）の獣化能力者。チェイン・パートナーは鬼嶋洋介。那樹の二卵性双生児の妹。ややオタクで、ジャンル不明の同人誌を描いている。メガネを着用している。鎖の契約の都合上、一方的に攻撃の側に回っている。鎖が包帯で出来ているから鬼嶋の治療ができると言ったり、対戦相手に鬼嶋が十人委員会の中で一番弱いとはっきり言い放つなど結構酷い性格をしている。妄想がひどい。須佐の特訓（大量の読書）でパワーアップし、相手の精神力を汚染する能力（妄想が見える等）を身につけた。同じ『週刊少年マガジン』の『ケンコー全裸系水泳部 ウミショー』のあるキャラに似ているとの事。ドラマCD版には未登場。
堀江 那樹 （ほりえ なじゅ） ［No.VIII 十人委員会副委員長］
息吹の属性 - 闇
御神木高校2年5組。身長162cm。山羊座・B型。蝙蝠の獣化能力者。チェイン・パートナーは大柳闘子。高級嗜好。天田秀光のことが好き（後述の通り同性であることは知らない）だったが、最近は武蔵のことがもっと好き。パートナーである闘子とは、幼稚園以来男を巡って熾烈な争いを繰り広げてきた（現在も継続中）。武器は長い皮鞭を使用。須佐の特訓でパワーアップし、気配を完全に消せるようになる（ただし服の音は消せないため、裸になる必要がある）。ドラマCD版には未登場。
山賀 菜々美 （やまが ななみ） ［No.IX 文化会執行委員］
息吹の属性 - 水・光・土
御神木高校2年6組。身長???cm。?座?型。獣化能力は不明。第6巻までは仮面 （かめん）と名乗っていた。家が貧乏で、他の生徒に身代わりを頼んでまでアルバイトをしていると言っていた。また、料理の腕は中々の物。見た目はあかほりが手がけた『サクラ大戦』のキャラにそっくりで、あかほり自身も本誌巻末欄でそう語っている。詳しくは、五天星（ペンタグラムナイツ）の項を参照。戦いの後、弟である菜緒史と共に姿をくらましている。終盤に離脱したため、No.IXは欠番になった。ドラマCD版には未登場。
天田 秀光 （あまた ひでみつ） ［No.X 十人委員会委員長］
息吹の属性 - 光
ドラマCD版声優 - 豊口めぐみ
御神木高校2年5組。身長168cm。射手座・A型。一角獣（ユニコーン）の獣化能力者。チェイン・パートナーは木田流。学園中の女子から人気がある。公には男となっているが実は女。本名は秀光の読みを変えた「ひでみ」。代々神楽家を守護する家系である天田家の三女（末っ子）で、男子が生まれなかったために男として生きている。この事実は現在、武蔵の他は神楽家、木田家、天田家の人間しか知らない。また、獣化すると髪が長くなって女であることがばれてしまうため、めったに獣化しない。最近は流の事を異性として意識し始めている。
胸は大きめだが、さらしを巻いて隠している。

#### その他関係者
御子柴 茜 （みこしば あかね）
息吹の属性 - ?（混沌の種を植え付けられ、混沌の息吹を使っていたが、これは本来のものでないと思われる）
御神木高校1年3組。身長158cm、牡牛座・A型。弓道部所属。武蔵、かおるとは幼稚園以来の幼馴染で、武蔵の家の隣に住んでいる。魔魅の出現によって、武蔵との仲は微妙。そんな中、急に湯川に連れ去られるが、武蔵たちの手によって救出された。その後の行動は、シン世界の項を参照。御子柴家は、巫女の血を引く一族で、自然の息吹を最大限に操る事が出来る。戦いの後は、混沌の息吹は浄化され、平和に暮らしている。ドラマCD版には未登場。
柊 ネム （ひいらぎ ネム）
息吹の属性 - ?
ドラマCD版声優 - 皆川純子
身長165cm（ハイヒール着用時170cm）。乙女座・A型。十年前の御神木高校生徒会副会長で、息吹使い（ブレスマスター）の称号を持つ。神楽トオルのかつてのチェイン・パートナーだったが、シン世界に渡った後にトオルから“鎖の契約”を解消され、その上胸に深い傷を負った。現在は世界史の臨時講師として学園に勤務しながら、シン世界から来た者たちを狩る狩人（ハンター）をしている。最近はトオルに斬りつけられたり、ペンタグラムナイツから奇襲を受けたりで怪我が絶えず、入院している。武器は息吹銃（ブレスガン）。バストサイズは西瓜くらいあると、相当大きい。酒好きで、機会があればしょっちゅう飲んでいる。アナザーエピソードの第1話で、ロキの時の息吹を浴び消え去った少女「エレナ」の正体であった事が判明。
神楽 須佐 （かぐら すさ）
息吹の属性 - ?
魔魅の祖父で、御神木高校理事長。ネム（エレナ）の師でもある。武器は息吹銃（ブレスガン）。エロい性格で、女子高生にセクハラせんと考えている。笑うときは歯をみせて眩しい笑顔になる。ドラマCD版には未登場。
椋鳥 隼人 （むくどり はやと）
息吹の属性 - 風
身長167cm。魚座・A型。隼の獣化能力者。チェイン・パートナーは木田海。かおるの父方の叔父で、十年前の十人委員会No.X。現在は「ことり堂整体院」院長兼整体師。関西弁を話す。資格マニアで船舶免許や大型自動車免許など色んな免許を持っている。ドラマCD版には未登場。
木田 海 （きだ かい）
息吹の属性 - 炎
身長185cm。牡牛座・AB型。火龍の獣化能力者。チェイン・パートナーは椋鳥隼人。流の兄で、十年前の十人委員会No.I。現在は「息吹（ブレス）の武具師」。鬼嶋に並ぶほどの変わり者。ネムのことが好き。弟の流とは10年近く顔を合わせていなかったが、母親にはメールなどで連絡をとっており、写メールを送ったりもしていた。十人委員会が集めた神玉のかけらをもとに宝刀「神名技」を鍛え、武蔵に託して死んでいったと思われていたが、武蔵の時の息吹（クロノ・ブレス）の真の能力によって、息を吹き返した。ドラマCD版には未登場。
木田 渚 （きだ なぎさ）
海と流の母で、魔魅の叔母。10年前に夫を亡くした未亡人。「木田わんにゃんクリニック」院長。ドラマCD版には未登場。

### シン世界
オーディン
息吹の属性 - 混沌（カオス）
シン世界の皇帝。北欧神話では男性だが、本作では女性。トオルの性格を豹変させた張本人。ドラマCD版には未登場。
ロキ
息吹の属性 - 時の息吹
フェンリル（武蔵）の父。かなり粗暴な性格だが、フェンリルのことは何かと気にかけていたらしい。ドラマCD版には未登場。
エレナ
10年前に記憶喪失となったトオルを匿った貴族の家の娘。ロキの時の息吹によって20年前の「こちら側の世界」にタイムスリップし、老夫婦の養女となる。後の柊ネム。

#### トオルの部隊
神楽 トオル （かぐら トオル） ［金剛星 元No.K 永久生徒会長］
息吹の属性 - 混沌
10年前、使者を食い止めるために旧校舎の扉からシン世界に渡った、御神木高校永久生徒会長で、魔魅の兄。もともとは優しい人物であったが、シン世界の現状を見て自分たちのやっていることが正しいのかどうか迷いを生じる。またシン世界で記憶を失った際にそちらの貴族に匿われるが、ロキの手によって彼らを死なせてしまい、ますます自分のすべきことがわからなくなった。その後黒幕であるシン世界の皇帝オーディンに捕まり、この直後から性格が豹変する。御子柴茜を攫い、自分のチェイン・パートナーにする。10年前、フェンリルにより左肩を食いちぎられ、現在は左腕まで失われていたが、武蔵との戦いの最中に再生するも、チェインの強制解消及び、神打多が破壊された事がきっかけで、失っている状態に戻った。その後、ラグナレグが発生し、世界樹に取り込まれた。その後、世界樹の意志として武蔵に立ち向かうが、最後は、武蔵の時の息吹（クロノ・ブレス）で浄化された。妹である魔魅に破門の烙印を押され、シン世界を元通りにするために、こちら側に別れを告げた。五天星では、金剛星の役割を担っている。ドラマCD版には未登場。
御子柴 茜 （みこしば あかね）
息吹の属性 - 混沌
トオルが残していった混沌の息吹の種子が開放され、混沌の花嫁（ヘル）として覚醒した姿（根本的な原因を作ったのは、神楽魔魅であることが判明）。覚醒時に蝶の羽が生えたことから、蝶の獣化能力者であると推測される。五天星（ペンタグラムナイツ）側についている。弓道部所属であったためか、武器は弓。トオルのパートナーになるが、チェインの強制解消及び、神打多が破壊された事がきっかけで、十人委員会側に身柄を確保された。ドラマCD版には未登場。
湯川 篤馬 （ゆかわ あつま） ［元No.III 元生徒会会計監査］
息吹の属性 - 闇?
御神木高校3年3組。身長174cm、水瓶座・A型。元十人委員会No.III、生徒会会計監査（会計担当執行委員）。実はトオルの命令で茜を連れ去るためにシン世界から来たスパイ。眼鏡をはずすと結構イケメン。蛟の獣化能力者で、無数の蛇を従えている（シン世界で唯一の獣化能力者）。武蔵の生徒会長代理戴冠式の前日に堀江那樹、当日に天田秀光を殺害しようとしたが、いずれも一命を取り留めている。柊ネムの策によって正体が露見すると、茜を拉致して世界樹の根の中心にある、「もうひとつの扉」へと逃走した。しかし追ってきた木田流と秀光によって倒された（正確には、攻撃を受けた後、秀光を道連れにしようと試みるが、流の鉄拳によって、K.O）。湯川篤馬という名前は偽名であるが、本名は不明。また、鬼嶋とは親友という裏設定が存在していたが、あまり反映されていない。ドラマCD版には未登場。

#### 五天星（ペンタグラムナイツ）
トオルが組織した、シン世界屈指の息吹の使い手達による極秘実戦部隊のこと。トオルを含む全員の左手の甲に紋章が描かれている（例外もある）。
我路 （ガロ） ［炎玉星］
息吹の属性 - 炎
小次郎のチェイン・パートナー。シン世界の貧民街で育った。強力な炎で生徒会を圧倒するが、W武蔵の時の狼（クロノ・ウルフ）により肉体が崩壊、同様の攻撃がせまっていた小次朗を庇い消滅し、10年前のシン世界に飛ばされた。時の息吹によって、異世界に飛ばされた後、無事に小次朗・沙夜兄妹と合流できた。ドラマCD版には未登場。
小次朗 （こじろう） ［蒼玉星］
息吹の属性 - 水
沙夜の兄。我路のチェイン・パートナー。武器はチャクラム（ただし使用したのは1回だけ）。息吹の無駄遣いが嫌い。シン世界を再び息吹で満たすことを夢みている。胡蝶を失った妹の沙夜から鎖の契約を結ぶ事を提案される。目的は、武蔵への復讐ではなく、時の息吹（クロノ・ブレス）を受け、消滅すると言う自殺行為だったと言う事が武蔵との戦闘中で判明。妹の沙夜と鎖の契約を結んだ後、未と闘子に勝利し、武蔵達の時の息吹（クロノ・ブレス）を召喚するよう攻撃で促し、武蔵に「死ぬなよ」と言われ、消滅した。しかし、消滅する際の違和感を覚えた唯一の人物。時の息吹によって、10年前のシン世界に飛ばされた後、沙夜と共に我路を探す旅に出ているが、無事我路と合流できた。ドラマCD版には未登場。
胡蝶 （こちょう） ［緑玉星］
息吹の属性 - 風?
沙夜のチェイン・パートナー。女王様気質を持つ。かなりのドSで、勝つためには手段を選ばない性格の持ち主であることが判明。武器は鎌。かおる、未の二人の前に敗れ去る。ドラマCD版には未登場。
沙夜 （さや） ［緑玉星］
息吹の属性 - 風
小次朗の妹。胡蝶のチェイン・パートナー。ポンポンを持っている。ドMで、ぶたれるほどに強力な息吹を出すという能力がある。かおる&未に敗れ胡蝶を失った際には、武蔵の情けもあって撤退している。あかほりのお気に入りのキャラ。我路を失った兄の小次朗と鎖の契約を結ぶ事を提案する。シン世界の息吹が不足しているなど、兄に似た性格が見受けられる。兄の小次朗と鎖の契約を結んだ後、未と闘子に勝利し、武蔵達の時の息吹（クロノ・ブレス）を召喚するよう攻撃で促し、武蔵に「死ぬなよ」と言われ、消滅し、10年前のシン世界に飛ばされた。また、第7巻では他の五天星のメンバー同様に左手の甲に紋章が描かれているような描写が見られたが、第8巻では右手の甲に描かれている。ドラマCD版には未登場。
丸太 （まるた）［黄玉星］
息吹の属性 - 土?
ゲンのチェイン・パートナー。この作品には珍しく黒縁メガネで背が低く、小太りと美形ではないキャラ。しかし、相手に先手を譲ったり、鬼嶋に男気を感じるなど根っからの悪人ではない。鬼嶋、真静の二人に自分の国の伝統競技息吹相撲で挑んでくる。鬼嶋には勝利するが、その後真静に幻覚を見せられ、那樹と闘子に奇襲をかけられ敗れる。戦いの後は何故かシン世界に帰らず、敵だった鬼嶋と共に、工事現場のアルバイトをしている（理由は故郷の人においしいものを食べさせるためらしい（ゲンも同様））。ドラマCD版には未登場。
ゲン［黄玉星］
息吹の属性 - 土?
丸太のチェイン・パートナー。丸太と違い細目で背が高い。鎖の契約中は行事の格好をしている。那樹と闘子の奇襲の前に敗北。口癖は「同感」。戦いの後は丸太同様、工事現場のアルバイトをしている。ドラマCD版には未登場。
山賀 菜々美 （やまが ななみ）
息吹の属性 - 水・光・土
チェイン・パートナーは、双子の弟にして、五天星（ペンタグラムナイツ）紫玉星の菜緒史。流に迫ってくるなど、不可解な行動をとっていた。陰謀を立てる事が大好き。その正体はシン世界から来たスパイである（だが、こちら側の母親とシン世界の父親を持つハーフ）。他の五天星（ペンタグラムナイツ）と比べて、左手の甲に紋章が描かれていない。ドラマCD版には未登場。
山賀 菜緒史 （やまが なおし）［紫玉星］
息吹の属性 - 闇・炎・風
菜々美の双子の弟で、容姿は瓜二つ。右目が紫色で、それが柴玉星の由来であると思われる。実は、こちら側の世界の母親とシン世界の父親を持つハーフであるためか、他の五天星のメンバーとは、仲が悪いらしい。十人委員会に所属する姉・菜々美を除く五天星の中で唯一、名字が明らかになっている人物。戦いの後は、菜々美と共に姿をくらましている。ドラマCD版には未登場。

## 用語・道具
“扉”
シン世界と「こちら側の世界」を繋ぐ、巨大な扉。旧校舎の「開かずの扉」と呼ばれていた物と学園地下にあった物の2つがあり、前者は最終回から開いたままとなっている。
息吹 （ブレス）
人間のDNAの中に秘められた様々な可能性を呼び覚ますための技術。10代半ばが最も充実する時期。8種の属性（エレメンツ）（炎―水・風―土・光―闇・混沌（カオス）―時の息吹（クロノ・ブレス））に分けられる。また、―で結ばれている属性は互いに打ち消し合い、弱点にもなる。また、あらゆる物の形状を変化させ、用途に合わせた武器に（一時的ながら）改造することも可能（この技術は後述の息吹銃にも用いられている）。
混沌の息吹
炎・水・風・土・光・闇 の源となる息吹。始まりの息吹である。オーディンの一族のみが使える強力な息吹。
時の息吹
“L”の一族のみが使える強力な息吹。終わりの息吹である。混沌の息吹同様、炎・水・風・土・光・闇 の源となる息吹でもある。一歩使い方を間違えたら、世界を滅ぼす危険性がある。その為“L”は、フェンリル（武蔵）に使用を禁じていたが、真の効果は混沌の息吹を浄化し、元の状態にする事（ロキの場合は、無関係な人間に対しても使用している）。
ただし、浄化できるのは混沌の息吹を宿している人間のみであり、混沌の息吹を宿していない人間の場合は10年前の世界に飛ばされる。実際、アナザーエピソードにおいて、エレナが時の息吹によって「過去」のこちら側の世界に飛ばされていたことから、時の息吹によって飛ばされる異世界が、対を成す世界の過去（発動する10年前）であることが予測される。
獣化 （アニマルフォーゼ）
体の一部が動物のように変化し、それぞれの動物に応じた能力を使えるようになること。
使者 （ヴァルキュリア）
シン世界の者たちが操る兵士。人型や昆虫型など、あらゆる姿のものが存在し、黒（闇）の息吹を使う。
大虐殺 （ラグナレク）
息吹のバランスが乱れ、世界が崩壊すること。シン世界は数百年前、これに見舞われた。世界樹は「世界の治療」と言っていた。
神打多 （かんだた）
木田家が千年に渡って護持してきた宝剣。普段はただの刀だが、強力な息吹の使い手がこれを使うと、八刃の剣へと変化する。流の父が鍛え、10年前にトオルが使用するが、彼がシン世界に渡った後ネム、フェンリルと共に扉の前に置かれていた。その後、流から武蔵に託されたが、世界樹編にてトオルに奪われ、以降は彼が再び所有している。
神名技 （かんなぎ）
神打多と対をなす、もう一振りの宝剣。海が鍛え、武蔵に託した。
息吹銃 （ブレスガン）
息吹を凝縮した弾丸を発射する銃。通常の拳銃の数十倍の威力を発揮する。息吹による形状変化が可能。また、以下のような用途もある。
- 撃った相手の記憶読み取り。
- 撃った相手に自分の記憶を見せる。
- 嘘を見抜く。
- 追跡の弾丸（トレーシング・ブレス）を撃つ。

ネムはリボルバー型、神楽須佐はオートマチック型（2丁）を使用。
遠見の鏡 （とおみのかがみ）
先述の「追跡の弾丸」を撃った相手の様子を監視する、大型の鏡。椋鳥隼人、神楽須佐が所有。
神玉 （ストーン）
息吹の源とされる石。こちら側及びシン世界に持ち込むと、シン世界及びこちら側にラグナレクが起こる。完全に破壊された場合も、ラグナレクが起こる。
防人 （ガーディス）
シン世界から「こちら側の世界」を守る戦士のこと。武蔵および茜の両親はこれに該当する。
巫女 （みこ）
自然界と強い結びつきを持ち、強大な息吹を供給する者。

## チェイン（鎖の契約）
チェインを結ぶと、オフェンスとディフェンスに分かれ、2人1組で戦闘する。基本的には、オフェンスは、相手に攻撃を与え、ディフェンスは、相手からの攻撃のダメージを受ける。時には、両者オフェンスやディフェンスになる事もある。2人の間隔が離れれば離れるほど、ディフェンスのダメージが軽減され、2人の間隔が近ければ近いほど、オフェンスの攻撃力が増す。チェインを結んだ者同士がチェインを用いて連携技及び、最大攻撃が出せる。ただし、極度のダメージを受けると、本人の意志とは関係なくチェインが強制解消される事がある。
フローレス・チェイン
武蔵と魔魅のチェイン。その力は未知数。後に武蔵とフェンリルのチェイン。
外見 - 鎖（武蔵とフェンリル）と首輪 （魔魅）
特性 - 武蔵の意志でオフェンスとディフェンスを交代可能。だが、フェンリルと結んだ場合は、両者オフェンスやディフェンスになる事も。さらに、チェインで囲まれた輪から、時の狼（クロノ・ウルフ）を召喚する事が出来る。
クロス・チェイン
かおると未のチェイン。両者の実力が同じレベルの場合に結ばれる。
外見 - リボン
特性 - オフェンスとディフェンスを瞬時に交代できる。
ワンサイド・チェイン
真静と鬼嶋のチェイン。両者の実力差がある場合に結ばれる。
外見 - 包帯
特性 - オフェンスとディフェンスは絶対に入れ替わらない（この場合は、真静がオフェンス。鬼嶋がディフェンスになる） 。
ステルス・チェイン
那樹と闘子のチェイン。暗殺者のチェインと呼ばれる。
外見 - 那樹の皮鞭（武器としても使用出来る）
特性 - 両者オフェンス。那樹の隠密能力を闘子も同時に使用可能。鍛錬を続ければ、完全に気配が消せる事が可能。しかし、服のすれあう音は消すことができないため、裸になる必要がある。
ストライク・チェイン
流と秀光のチェイン。攻撃特化。
外見 - 茨
特性 - 両者オフェンス。攻撃力上昇、被ダメージ2倍。しかし、速攻がメインのため、防御系の技には効かないが、テリトリー・チェイン?同様、敵がテリトリーにはいった場合、その息吹を無効にして、自分の息吹による攻撃力を上げる事が出来る。ただし発動までに300秒（5分）間かかる。
テリトリー・チェイン?
海と隼人のチェイン。
外見 - 縄
特性 - 通常は海がオフェンス、隼人がディフェンスだが、両者オフェンスになることも可能。敵がテリトリーにはいった場合、その息吹を無効にして、自分の息吹による攻撃力を上げる事が出来る。
フリー・チェイン?
我路と小次朗のチェイン。後に小次朗と小夜のチェイン。
外見 - 有刺鉄線
特性 - 通常は小次朗がディフェンスだが、両者がオフェンス又は我路がディフェンスになることも出来る。小夜と結んだ場合は、通常は小夜がディフェンスだが、両者がオフェンスになることも出来る。その他不明。
SM・チェイン? （フローレスとワンサイドの合体チェイン?）
胡蝶と沙夜のチェイン。
外見 - 蔓
特性 - オフェンスとディフェンスは絶対に入れ替わらないが、ディフェンスの息吹が莫大な量になると、オフェンスが最大必殺技が出せるが、破られると、その代償としてオフェンスだけダメージを受けてしまう（そのことを沙夜のせいにしているのか、胡蝶は沙夜に八つ当たりをしている。それを見たかおると未は、不愉快に思った）。
ジャイアント・チェイン?
丸太とゲンのチェイン。
外見 - まわしの布
特性 - 攻撃時に巨大化する。両者オフェンス。
カオス・チェイン?（別名 クロノ・チェイン?）
菜々美と菜緒史のチェイン。
外見 - 黒い紐
特性 - 基本である6種類の息吹を使って、最大攻撃を出せるほか、相手が攻撃した際、両者ディフェンスに切り替える事が出来る。
アルティメット・チェイン
トオルと茜のチェイン。
外見 - 黒い鎖
特性 - 茜と神打多が融合・変形し、トオルの左腕を一時的に再生させる。だが、茜がトオル以外とチェインを結んだ場合は、武器と融合する事はめったにない。チェインが強制解消すると、その代償として、武器に取り込まれたチェインパートナーが裸になる。その他不明。

## パロディ
本漫画では、他作をパロディにしている事もある。
第3巻 - 第5巻では、金田一少年の事件簿のパロディ（第3巻終盤は本格編。第4巻 - 第5巻中盤は倒叙編のパロディ。途中使者との戦闘に入る事もある。後に2006年19号 - 36・37合併号まで連載し、2014年にアニメ版として放送された金田一少年の事件簿の某事件で、我路の消滅されるシーンと同じ場面が起きていたが、2014年に放送された同作品のドラマ版ではそのようなシーンは起こっていない）、第7巻では、愛のエプロンのパロディが展開されている。

## 既刊一覧
1. ISBN 4063635090
2. ISBN 4063635171
3. ISBN 4063635449
4. ISBN 4063635775
5. ISBN 4063635988
6. ISBN 4063636313
7. ISBN 4063636585
8. ISBN 406363695X
9. ISBN 4063637220
10. ISBN 4063637476